# Pea (Mischnatraktat)
Pea/פאה (dt. Feldecke) ist ein Traktat der Mischna in der Ordnung Sera'im/זרעים (dt. „Saaten“). Er behandelt in seinen acht Kapiteln fünf Arten von Abgaben an die Armen im Kontext der Ernte, von denen die Pea/Feldecke nur eine, allerdings für den Traktat die namengebende ist.

## Biblischer Ursprung
Die mischnischen Bestimmungen zu den Armenabgaben haben ihren Ursprung in biblischen Anweisungen. So heißt es

„Wenn du dein Land aberntest, sollst du nicht alles bis an die Ecken deines Feldes abschneiden, auch nicht Nachlese halten. Auch sollst du in deinem Weinberg nicht Nachlese halten noch die abgefallenen Beeren auflesen, sondern dem Armen und Fremdling sollst du es lassen; ich bin der HERR, euer Gott.“

Auf diesen Abschnitt werden die Bestimmungen für die Feldecke (Pea/פאה), die Nachlese (Leqet/לקט) sowie das Abgefallene (Perat/פרט) und die Nachlese bei Weintrauben (Olelet/עוללת) abgeleitet. Die Anweisung für die beiden erstgenannten Abgaben finden sich ähnlich auch in Leviticus 23.

„Wenn ihr aber euer Land aberntet, sollt ihr nicht alles bis an die Ecken des Feldes abschneiden, auch nicht Nachlese halten, sondern sollt es den Armen und Fremdlingen lassen. Ich bin der HERR, euer Gott.“

Dazu ist auf die Aufnahme dieser Bestimmungen im Deuteronomium hinzuweisen, wo zusätzlich noch die Kategorie des Vergessenen (Schichecha/שכחה) eingeführt wird.

„Wenn du auf deinem Acker geerntet und eine Garbe vergessen hast auf dem Acker, so sollst du nicht umkehren, sie zu holen, sondern sie soll dem Fremdling, der Waise und der Witwe zufallen, auf daß dich der HERR, dein Gott, segne in allen Werken deiner Hände. ... Wenn du deinen Weinberg abgelesen hast, so sollst du nicht nachlesen; es soll dem Fremdling, der Waise und der Witwe zufallen.“

## Einzelbestimmungen
Der Traktat beginnt mit den Bestimmungen zur Feldecke (1,2-4,9). Es wird geklärt, wie ein Feld beschaffen sein muss (Mindestgröße, Art der Saat etc.), damit von ihm die Abgabe der Feldecke erhoben werden kann. Ebenso stellen sich die Fragen nach dem Zeitpunkt der Abgabe, nach dem Vorgehen bei Besitzverschreibungen, nach dem Zugangsrecht für die Armen. Der zweite Abschnitt (4,10-5,6) widmet sich der Nachlese. Nachdem geklärt ist, was als Nachlese zu gelten hat, werden u. a. Entschädigungen für den Fall bestimmt, dass der Feldbesitzer den Armen ihren Anteil vorenthalten hat. Im Abschnitt 5,7-7,2 wird das Vergessene diskutiert. Anders als in den biblischen Vorschriften, die sich nur auf bereits geerntetes Getreide beziehen, kann nach Ansicht der Rabbinen auch noch nicht geerntetes Getreide als Vergessenes gelten, ebenso wie auch weitere Arten von Feld- und Baumfrüchten, z. B. Oliven. Ab 7,3 werden schließlich die Bestimmungen für Abgefallenes und Nachlesetrauben verhandelt. Auch hier ist zunächst zu klären, was und unter welchen Bedingungen in die genannten Kategorien fällt. Das abschließende achte Kapitel bringt zunächst noch einige Bestimmungen zum Armenzehnt, ehe es den Traktat mit einem aggadischen Stück beschließt: Hauptthema ist die Gerechtigkeit, verstanden als Schutz für die Armen.

## Tosefta und Talmud
Der Traktat hat eine Parallele in der Tosefta aber nur eine Gemara in Talmud Jeruschalmi. Im babylonischen Talmud hingegen existiert keine Gemara zu Pea, wie bei allen Traktaten aus der Ordnung Sera'im, ausgenommen Berachot. Der Grund liegt wohl darin, dass die landwirtschaftlichen Bestimmungen nur im Lande Israel Geltung hatten und daher für die babylonische Diaspora von geringerem Interesse waren.